# حديقة هيروشيما التذكارية للسلام
حديقةُ السَّلامِ التذكارية في هيروشيما (広島平和記念公園 Hiroshima Heiwa Kinen Kōen)، حديقةٌ تذكارية في قلب مدينة هيروشيما في اليابان، يزورها ما يزيد عن مليون شخص في كل عام، وهي إرثٌ لمدينة هيروشيما؛ كونها أول مدينة في العالم عانت من القصفِ الذري الذي قامت به الولايات المتحدة الأمريكية حيث أسقطت القنبلة الذرية على هيروشيما في السادس من شهر أغسطس لعامِ 1945. أُنشئت هذه الحديقة؛ تخليدًا لذكرى ضحايا القصف الذري في هيروشيما ولترسيخ ذكرى الرعب الذري وللدعوة إلى السَّلام العالمي. تَعُجُّ الحديقة بذكريات ضحايا القنبلة المباشرين وغير المباشرين والذي قد يصل عددهم إلى (140,000)، ويقام احتفال السَّلام التذكاري السنوي الذي ترعاه مدينة هيروشيما في حديقة السَّلام التذكارية في السادس من شهر أغسطس. كان موقع حديقة السَّلام التذكارية في هيروشيما آنذاك، من أكثر المناطق التجارية والسكنية ازدحامًا. بُنيت الحديقة في حقلٍ مفتوح أحدثه الانفجاز، وتضم عددًا من النصب التذكارية والآثار والمتاحف وقاعات المحاضرات.

## معالمٌ بارزة

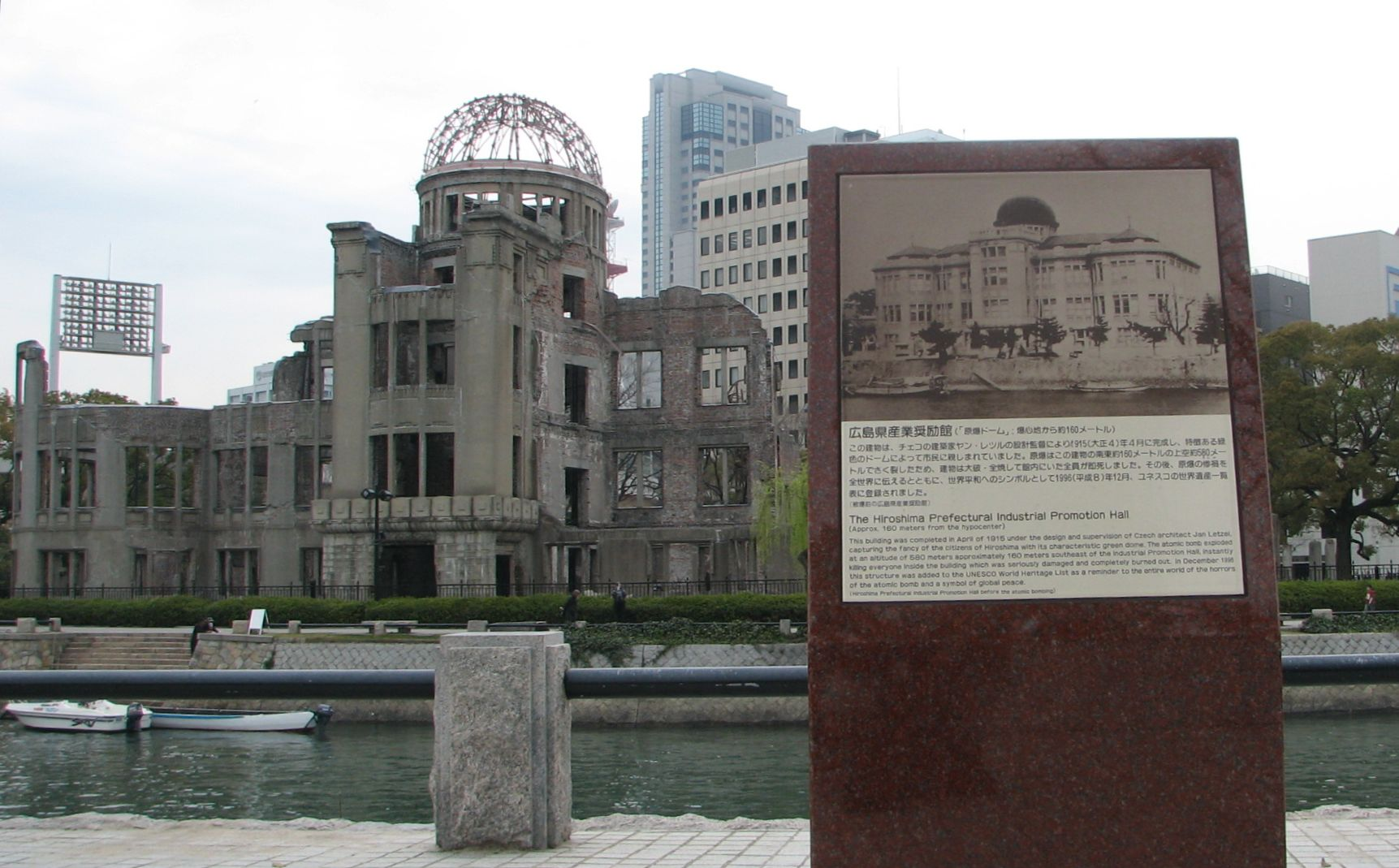
قُبّة القنبلة الذرية أو قُبّة السَّلام في هيروشيما

### قُبّة القنبلة الذرية أو قُبّة السَّلام في هيروشيما
قُبّة القنبلة الذرية أو قُبّة السَّلام في هيروشيما (غنباكو)، هي بقايا لآثارٍ هيكلية لقاعة هيروشيما السابقة للمعارض التجارية، وهو المبنى الأقرب لمركز القنبلة الذرية الذي بقي هيكله الخارجي على حاله ولم يهدم؛ ذكرى لضحايا الانفجار. تقع قُبّة القنبلة الذرية -التي نُسِب إليها الإحساس بالقداسة والسماوية- في منظر شعائري بعيد يمكن رؤيته من النصب التذكاري لحديقة السَّلامة. طالب العديد من ناجي القنبلة الذرية ومواطني هيروشيما لتسجيل القُبّة موقعًا تراثيًا عالمي؛ لكونها (رمزًا للرعب والأسلحة الذرية وتعهد البشرية بالسَّلام) وفي نهاية المطاف، مُنِحت هذه العريضة الجماعية نفوذًا عندما أوصت الحكومة اليابانية رسميًا بالقُبّة لهيئة التراث العالمي في موقعها الإلكتروني في شهر ديسمبر لعامِ 1995، وأدرجت القُبّة في السابع من شهر ديسمبر لعام 1996 ضمن قائمة التراث العالمي لليونسكو. وضعت مدينة هيروشيما في 25 من شهر أبريل لعامِ 1997 حجر نُقِش عليه: «بمثابةِ شاهدٍ تاريخي، ينقل مأساة معاناة أول قنبلة ذرية في تاريخ البشرية ورمزٍ يتعهدُ بالسعي نحو إزالة الأسلحة النووية والسَّلام العالمي الدائم، أدرجت قُبّة السَّلام في هيروشيما إلى قائمة التراث العالمي تحت (اتفاقية التراث العالمي) المتعلقة بحماية التراث العالمي الثقافي والطبيعي».السابع من شهر ديسمبر لعام 1996، مدينة هيروشيما.

### نصب السَّلام التذكاري للأطفال
وضع نصب السَّلام التذكاري لتخليد ذكرى الفتاة (ساساكي ساداكو) وضحايا القنبلة الذرية من الأطفال. النصب لفتاة بأذرعٍ ممتدة رافعة طائر الكركي الورقي الذهبي، وهو مبني على قصة حقيقية للفتاة (ساساكي) التي تعرضت لإشعاعِ القنبلة الذرية عندما كان عمرها سنتين وأصيبت بسرطان الدم بعد عشر سنوات من تعرضها للإشعاع، كانت تؤمن بأنها ستشفى من المرض، وستعود إلى منزلها، واستمرت بطي طيور الكركي الورقية، ويقال إنها استمرت بطيها حتى وصل عددها إلى 1300 طائر أو حتى 1500 طائر. وحتى يومنا هذا، يرسل العديد من أنحاء العالم إلى هيروشيما (معظمهم من الأطفال) الأوراق المطوية، فيحوم النصب التذكاري مجموعة متجددة من الأوراق المطوية.

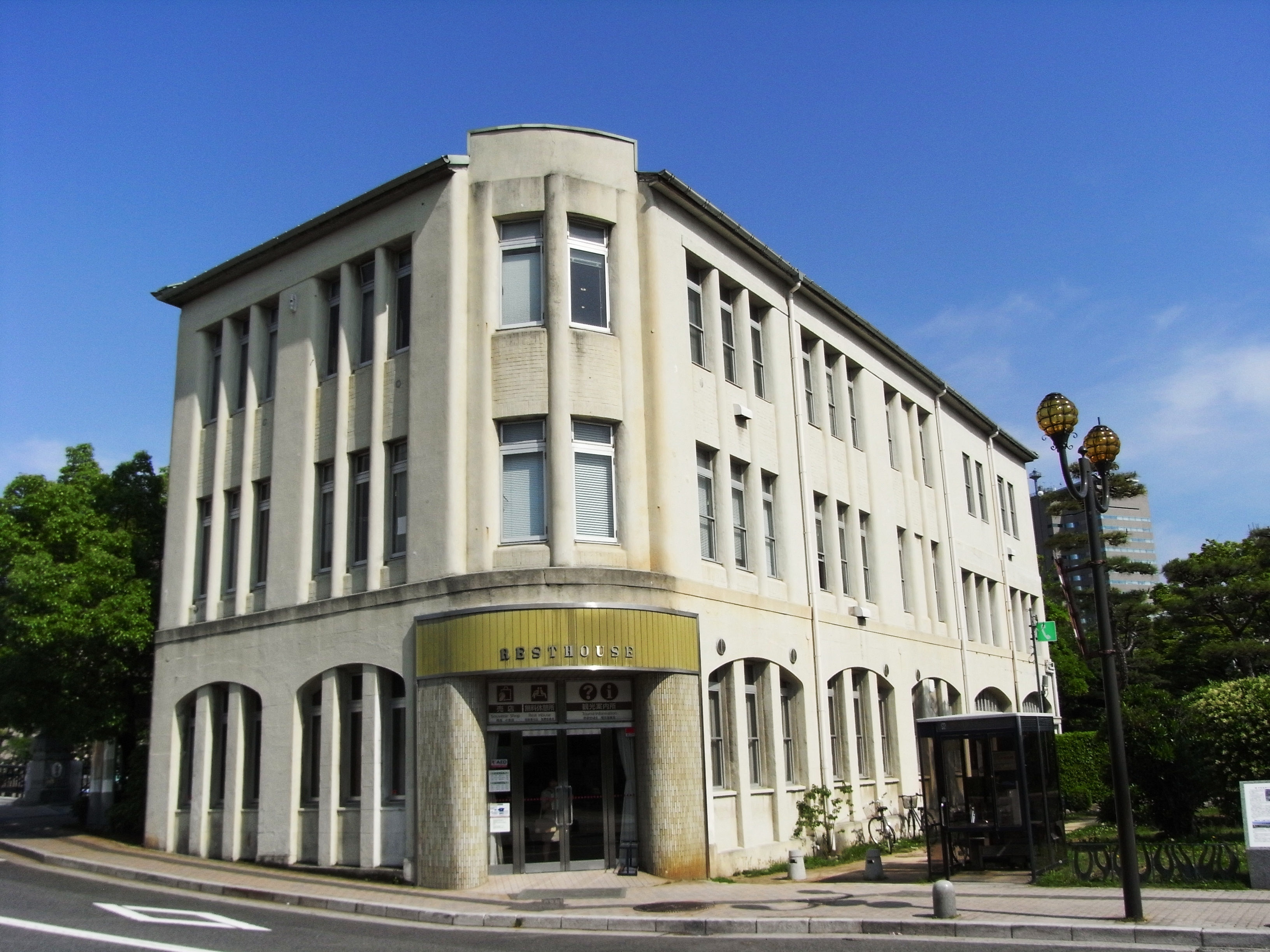
دار الاستراحة لحديقة السَّلام في هيروشيما

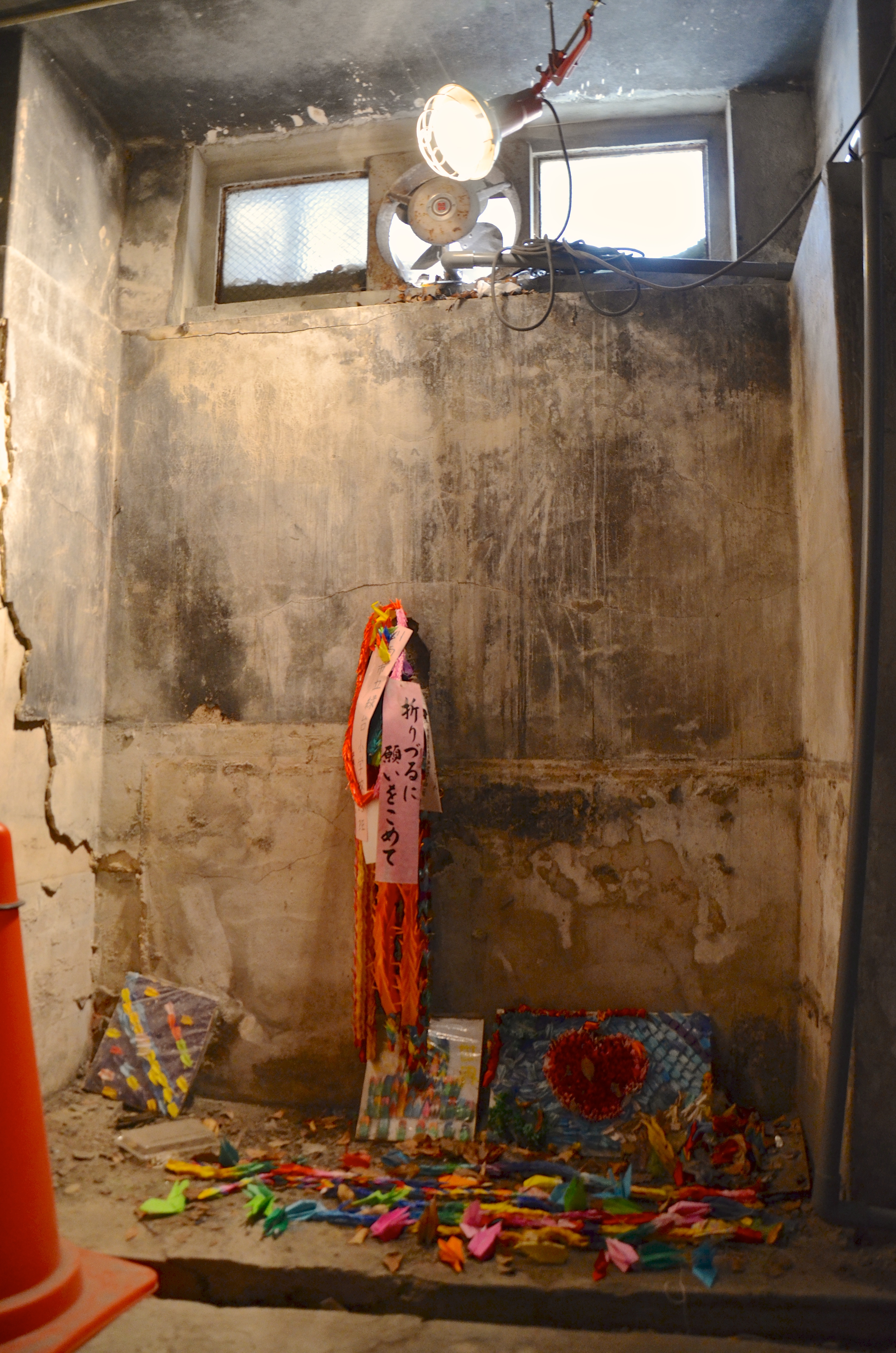
قبو دار الاستراحة

### دار الاستراحة لحديقة السَّلام في هيروشيما
دار الاستراحة لحديقة السَّلام في هيروشيما، وهو آخر مبنى قُصِف ذريًا في الحديقة، كان في مارس 1929، متجر (تايشويا) للكيمونو، وحينما بدأ نقص الوقود في يونيو 1944، أصبح محطةً لتوزيعِ الوقود. يتكون المتجر من ثلاثة طوابق محاط بالمحلات التجارية ودور السينما، وقيل أنه إذا صعدت إلى السطح، فإنَّ منظرًا خلابًا للمدينة ينتظرك! أُغلِق متجر الكيمونو في عام 1943، ومع اشتداد الحرب العالمية الثانية وصرامة الضوابط الاقتصادية، أُغلِق مرة أخرى في شهر يونيو لعام 1944 واشتَرَاه اتحاد توزيع الوقود في المحافظة. 
في تمامِ الساعة 8:15 من صباح يوم السادس من شهر أغسطس لعام 1945، دمرَّ انفجار القنبلة الذرية سقف المبنى الخرساني والذي وقع على ارتفاع 600 متر فوق المركز السفلي، والتهمت النيران التي أعقبت ذلك الجزء الداخلي من المبنى وكسر السطح وتحطم ما بداخله غيرَ القبو، ولقي 37 عامِلًا -في اتحاد هيروشيما لتوزيع الوقود في المحافظة- مصرعهم جراء القصف عدا (إيزو نومورا) البالغ من العمر 47 عامًا الذي نجا بأعجوبة، حيثُ كان قابعًا في الطابق السفلي بسقفٍ خرساني يصعب مرور الإشعاع من خلاله؛ فتمكن من الهرب خلال الحريق المتزايد والدخان القوي، ومع ذلك لم يسلم من الأعراض الناجمة عن الإشعاع وارتفاع في درجة الحرارة وإسهال ونزيف في اللثة، بقي على قيد الحياة حتى الثمانينات من عمره.
رُمِمَ المبنى بعد فترة وجيزة من الحرب وأصبح محطة للوقود وأنشئ مكتبًا لإعادة إعمار شرق هيروشيما عام 1957، والذي أصبح أساس برنامج إعادة إعمار المدينة. رغم تعرض المبنى لأضرار بالغة، فقد ظل صامدًا وجُدِد بعد فترة وجيزة من الحرب وأضيف إليه سقف خشبي جديد. اشترت بلدية هيروشيما المبنى بعد الحرب وأنشأت مكتبًا للتعافي بعد الحرب، وهو الآن دار الاستراحة لحديقة السَّلام التذكارية في هيروشيما. 
طُرِح دار الاستراحة في مناقشات عدة حول ما إذا كان ينبغي الحفاظ عليه أم لا، قررت المدينة هدم المبنى في عام 1995، ولكنها تراجعت عن هذه الفكرة بعد إعلان قُبّة القنبلة الذرية موقعًا للتراث العالمي. يشغل الطابق الأول من دار الاستراحة مكتبًا للاستعلامات السياحية ومتجرًا للهدايا التذكارية، ومكاتبًا في الطابق الثاني والثالث، وبقي القبو على حاله منذ القصف.

## احتفالات

### حفل ذكرى هيروشيما للسَّلام
تقيم مدينة هيروشيما حفل ذكرى هيروشيما للسَّلام في السادس من شهر أغسطس في كل عام والذي يوافق يوم (القنبلة الذريَّة)؛ لتعزية ضحايا القنابل الذرية والصلاة لتحقيق سلام عالمي دائم. يقام الحفل في الساعة 8:00 صباحًا أمام النصب التذكاري، بحضور العديد من المواطنين بما في ذلك أُسَر الضحايا، ويلتزم الحاضرون بدقيقة صمت في الساعة 8:15 وهو وقت انفجار القنبلة الذرية.

### احتفال الفوانيس

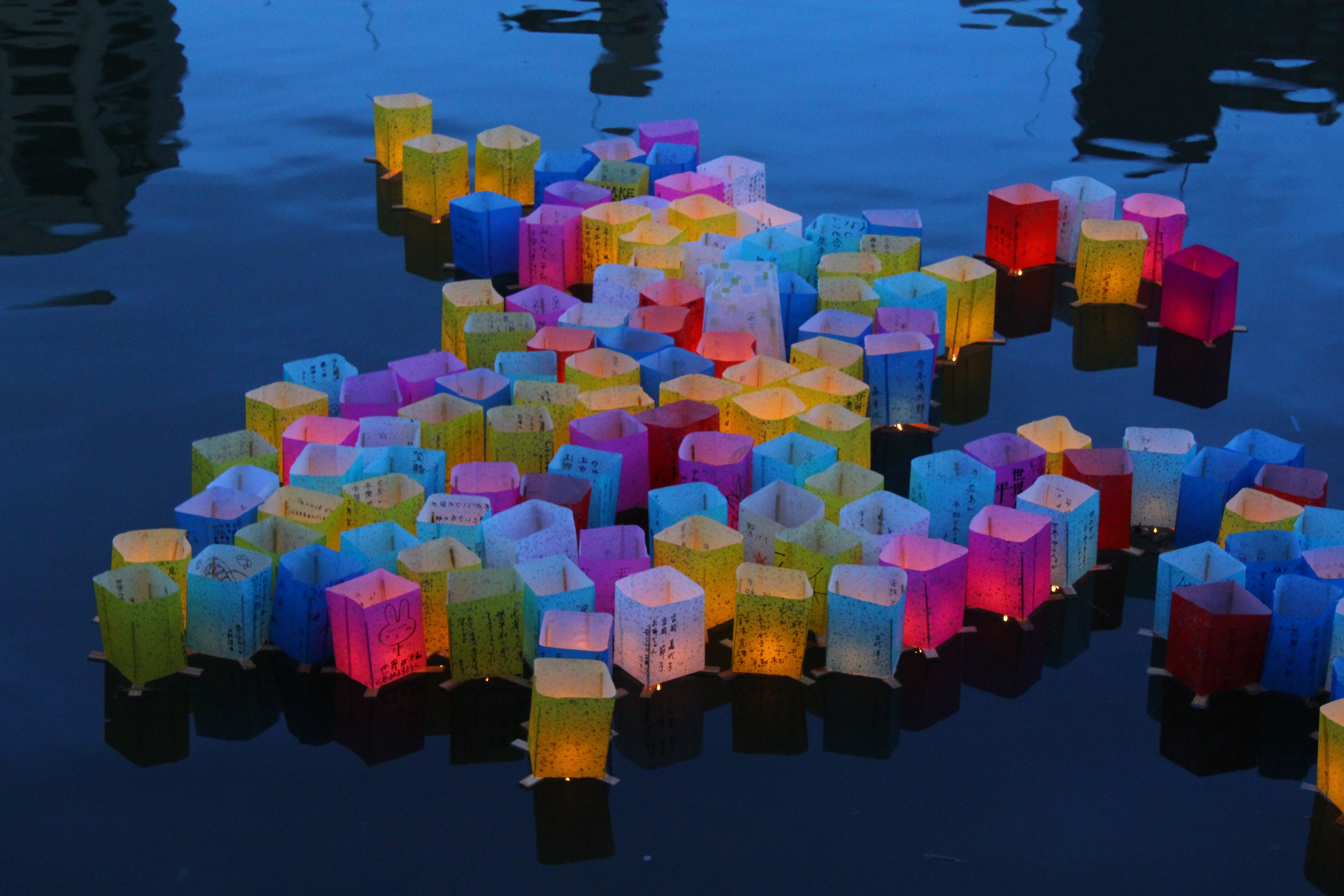
فوانيس منجرفة

يُقام احتفال الفوانيس في مساء اليوم ذاته (6 أغسطس)، لتوديع أرواح الضحايا برسائل السَّلام والتي تطفو على مياه نهر موتوياسو. 

## متاحف

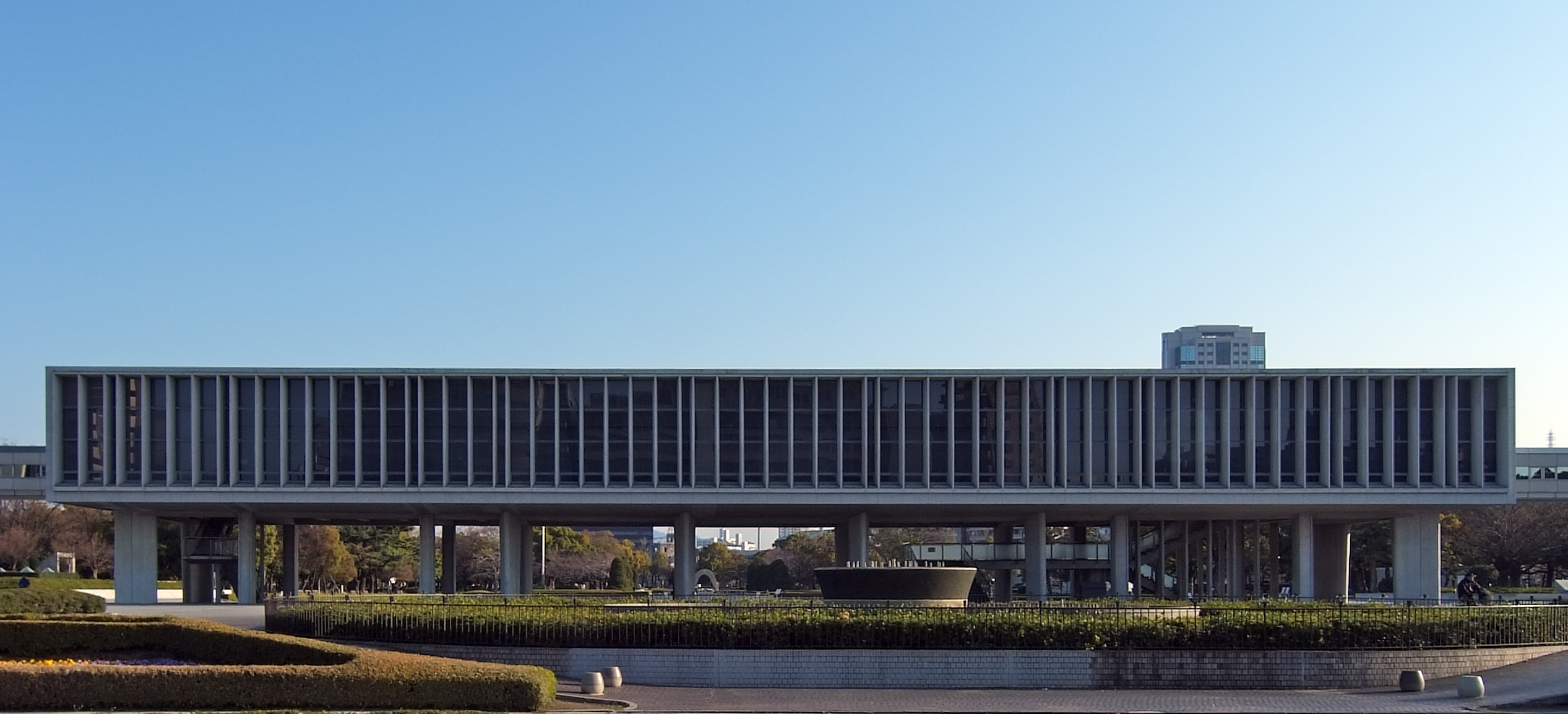
متحف هيروشيما للسَّلام التذكاري (المبنى الرئيسي)

### متحف هيروشيما التذكاري للسَّلام
يطل متحف هيروشيما التذكاري للسَّلام على النصب التذكاري وشعلة السَّلام وقُبّة القنبلة الذرية وهو المبنى الرئيسي في حديقة هيروشيما. يسعى المتحف إلى توعية الزائرين بالقنبلة الذرية، إذ يضم معروضات وتذكارات جوهرية وصور من القصف ومعلومات شاملة حول تراكم الحرب ودَور هيروشيما في الحرب حتى القصف ومعلومات متشعبة عن القصف وآثاره.

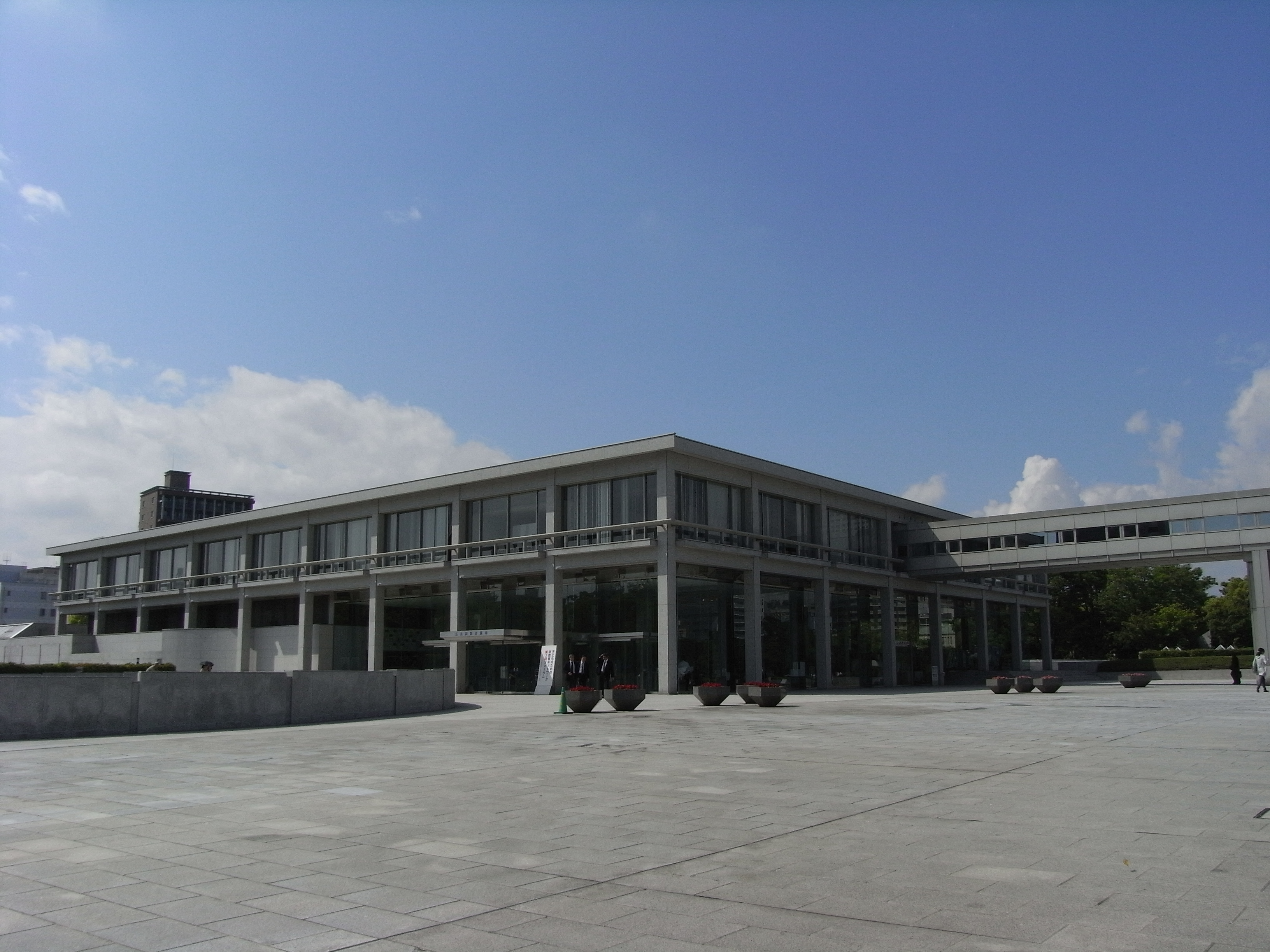
مركز هيروشيما الدولي للمؤتمرات

### مركز هيروشيما الدولي للمؤتمرات
يقع مركز هيروشيما الدولي للمؤتمرات في حديقة السَّلام في الجانب الغربي من متحف هيروشيما التذكاري للسَّلام. 

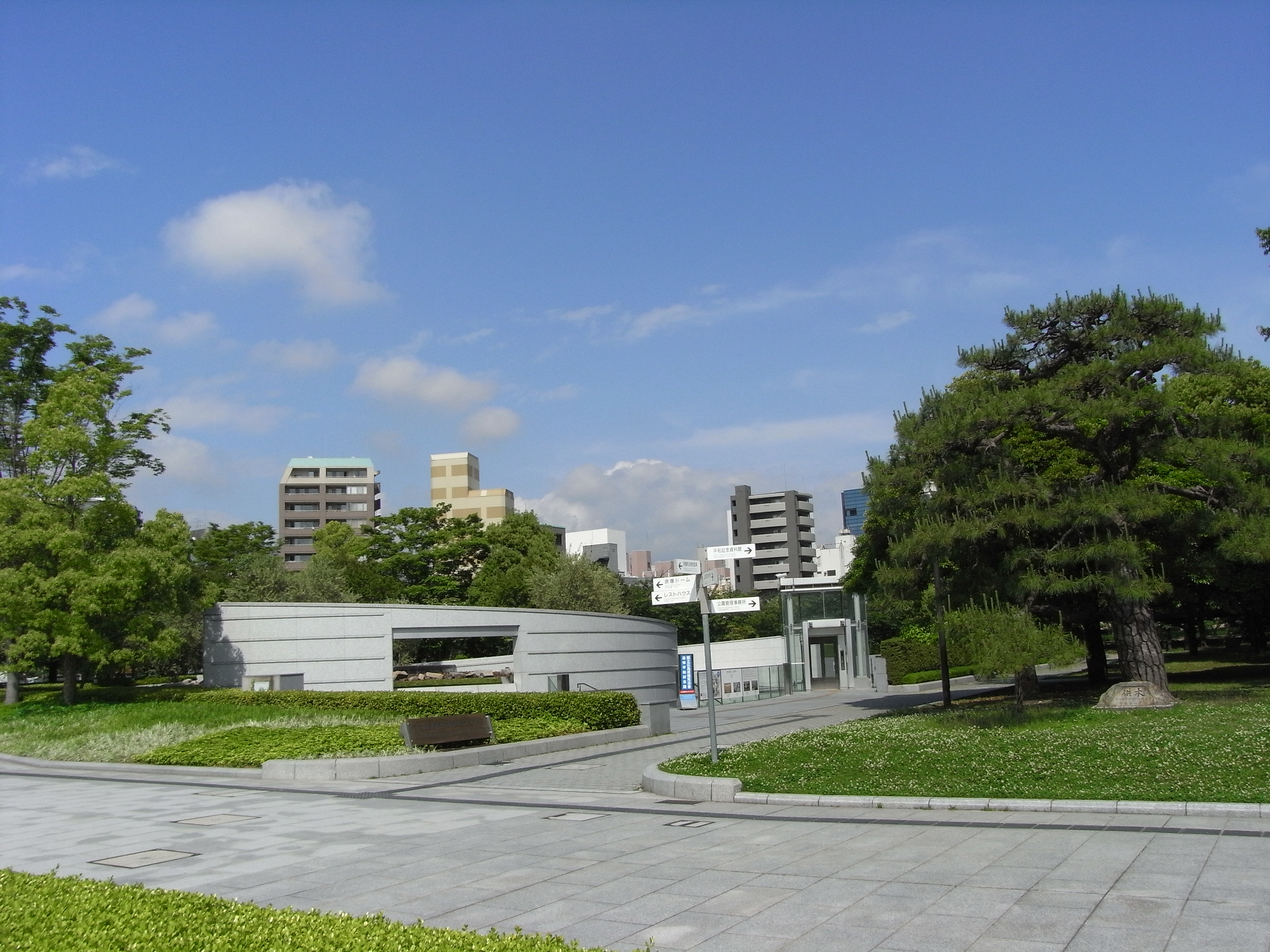
قاعة السَّلام الوطنية التذكارية لضحايا القنبلة

### قاعة السَّلام الوطنية التذكارية لضحايا القنبلة الذرية
افتتحت الحكومة اليابانية قاعة هيروشيما التذكارية الوطنية للسَّلام، لتخليد ذكرى ضحايا القصف الذري والحزن عليهم وللتعبير أيضًا عن رغبة اليابان في سلام حقيقي ودائم. تضم القاعة على عدد من العروض، فعلى السطح بالقرب من المدخل (المتحف تحت الأرض) ثمَّة ساعة متوقفة على 8:15، وهو وقت انفجار القنبلة، وتحتوي أيضًا على غرفة للندوات ومكتبة ومنطقة معرض مؤقتة ومنطقة معلومات عن الضحايا، وتضم (القاعة التذكارية) على بانوراما بزاوية 360 درجة لمدينة هيروشيما المدمرة التي أعيد إنشاؤها باستخدام 140 ألف قطعة وهو عدد الأشخاص الذين لقوا مصرعهم جراء القنبلة بحلول نهاية عام 1945.

## النصب التذكارية

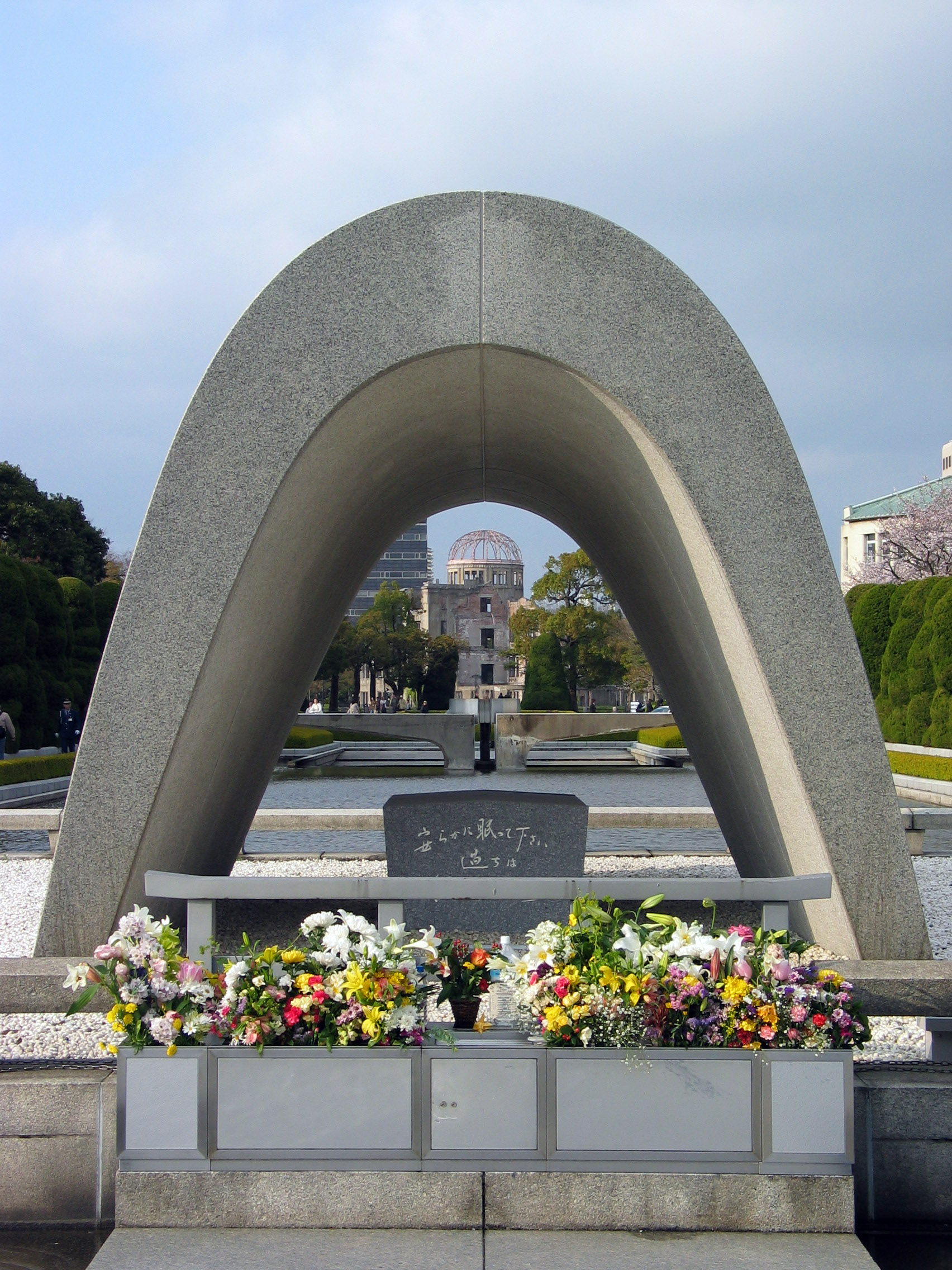
النصب التذكاري لضحايا القنبلة الذرية

### النصب التذكاري لضحايا القنبلة الذرية
وهو نصب خرساني سراجي الشكل يقع في وسط الحديقة، يحمل في طياته أسماء جميع الأشخاص الذين لقوا مصرعهم جراء القصف وويمثل شكل القوس مأوى لأرواح الضحايا. يمكنك رؤية شعلة السَّلام وقُبّة السَّلام من خلال الضريح، وهو من أوائل النصب التذكارية التي بنيت على حقل مفتوح في السادس من شهر أغسطس لعام 1952. نُقِش على الضريح التذكاري: «ارقدوا في سلامٍ، فلن نكرر الخطأ مرة أخرى». حذف موضوع الجملة في اللغة اليابانية، لذا يمكن تفسيره على أنه (نحن لن) نكرر الخطأ أو (هم لن) يكرروا الخطأ. والهدف من النقش هو إحياء ذكرى ضحايا هيروشيما دون تسييس القضية والاستفادة من حقيقة أن الخطاب الياباني المهذب يتطلب عادة التباسًا معجميًا. كَتب النقش أستاذ الأدب الإنجليزي في جامعة هيروشيما (تادايوشي سايكا)، وترجمها للإنجليزية: (Let all the souls here rest in peace for we shall not repeat the evil) أضيفت لوحة توضيحية في 3 من شهر نوفمبر لعام 1983 باللغة الإنجليزية للتعبير عن نية البروفيسور (تادايوشي سايكا) وأشار إلى أن (نحن) ترمز إلى (البشرية أجمع) وليس بالتحديد اليابانيين أو الأمريكيين وأن (الخطأ) هو (شر الحرب). يعرض النقش على اللوحة الأمامية دعاء للصلاة من أجل السَّلام الأبدي للضحايا وتعهد نيابة عن البشرية أجمع بعدم تكرار شر الحرب، ويعبر عن روح هيروشيما وحزنها الدائم وتجاوزها الكراهية والسعي لتحقيق الوئام والازدهار للجميع والتطلع إلى سلام عالمي حقيقي دائم. ولأن غموض العبارة قد يفسر على الإساءة، ففسرت بعض الجهات في اليابان بأن هذه الكلمات ما هي إلا اعتراف بالذنب، وقُرئت: «نحن (الشعب الياباني) لن نكرر الخطأ». وينتقدونه بأنه اتهام ذاتي من الإمبراطورية اليابانية، وفي شهر يوليو لعام 2005، خرب التابوت رجل ياباني تابع لهذه الجهات.

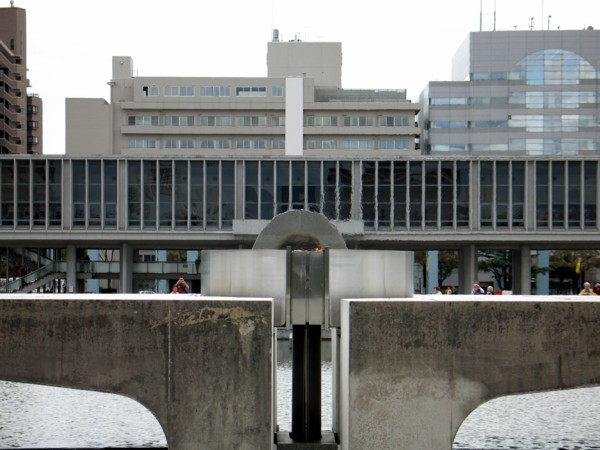
شعلة السَّلام بجانب متحف السَّلام التذكاري

### شُعلة السَّلام
نصب شعلة السَّلام، نصب تذكاري آخر لضحايا القنبلة التي دمرت هيروشيما، غير أنها ترمز لمعنى آخر، فقد استمرت بالاشتعال منذ أن أضيئت في عام 1964، وستظل كذلك حتى تُدمر جميع القنابل الذرية على هذا الكوكب ويصبح الكوكب خاليا من تهديد الإبادة الذرية.

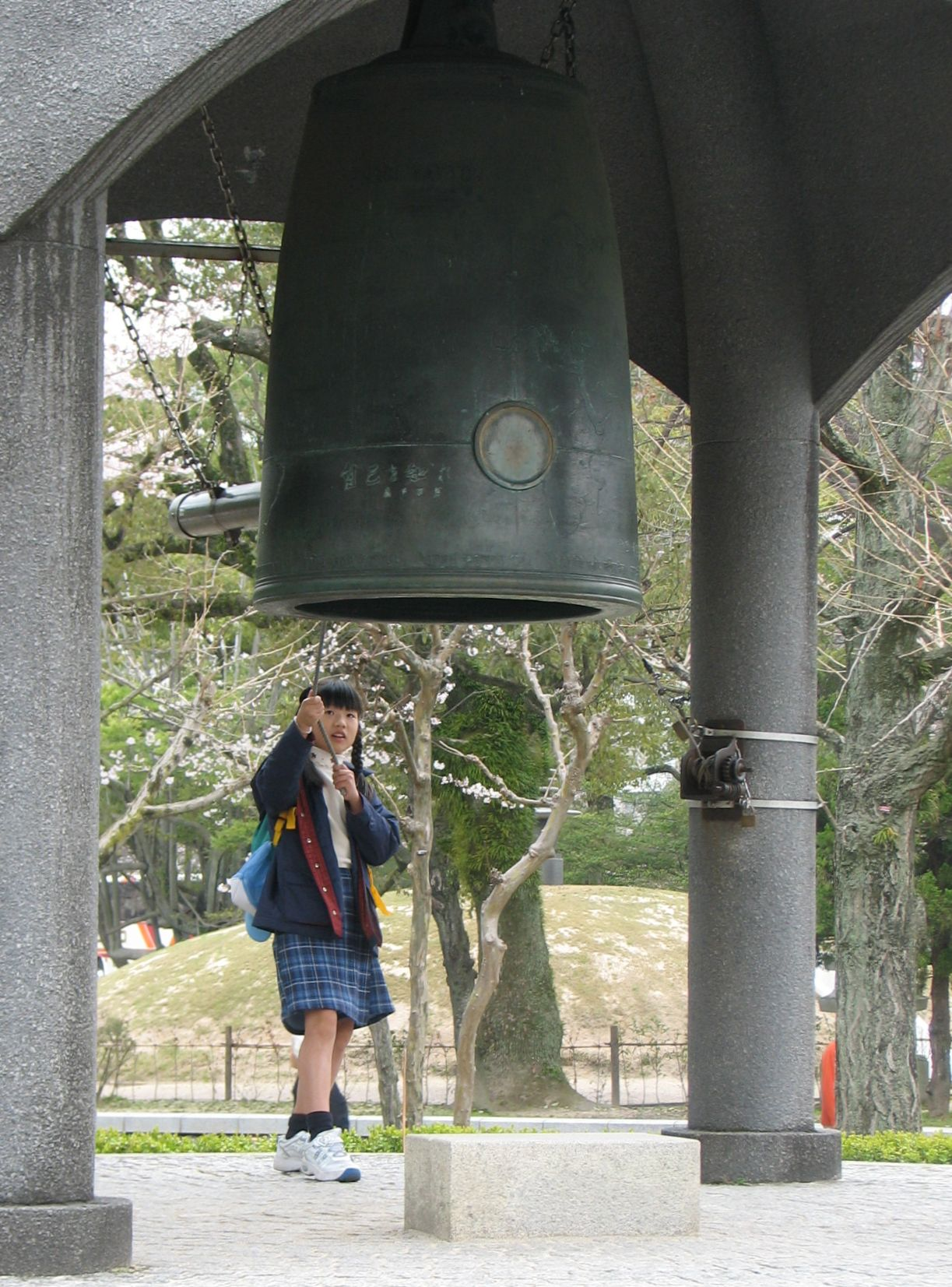
تلميذة تقرع جرس السَّلام في حديقة السَّلام التذكارية في هيروشيما

### أجراس السَّلام
ثمَّة ثلاثة أجراس للسَّلام في حديقة السَّلام، أصغرها يستخدم فقط لحفل السَّلام التذكاري ويُعرَض في المبنى الشرقي لمتحف هيروشيما التذكاري للسَّلام، بينما يقف جرس السَّلام الأكثر شهرة -الذي تبرعت به السفارة اليونانية للحديقة- بالقرب من نصب السَّلام التذكاري للأطفال وهو جرسٌ ياباني كبير معلق داخل هيكل صغير مفتوح، نقش على سطحه خريطة العالم ورموز باللغة اليونانية واليابانية والسنسكريتية تعني: (اعرف نفسك(. 
يُشَجَّع الزائرون على قرع الجرس للسَّلام العالمي والتلويح بصوت عال لهذا الجرس بانتظام في جميع أنحاء الحديقة. بني جرس السَّلام في العراء في 20 من شهر سبتمبر لعام 1964، وصممَّ (ماساهيكو كاتوري) الرمز الذري القابع وسط الجرس في شركة (Oigo Bell Works) في مدينة تاكاوكا، توياما (1899-1988). 

### تل القنبلة الذرية التذكاري
وهي هضبة كبيرة مغطاة بالعشب تحوي رمادًا محروقًا لـ(70000) من ضحايا القنبلة مجهولي الهوية. 

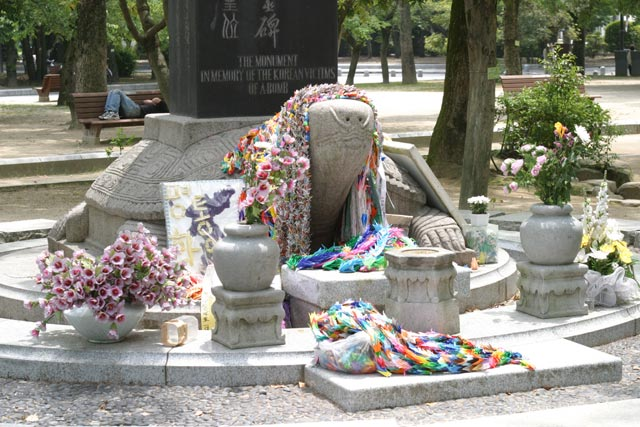
نصب تذكاري للضحايا الكوريين

### نصب تذكاري للضحايا الكوريين
من بين (400000) شخص قتلوا أو تعرضوا للإشعاع المميت بعد الانفجار، كان هناك ما لا يقل عن (45000) كوري، وهذا العدد غير مؤكد، ويرجع سبب ذلك أن السكان أُهمِلوا لأقليتهم، بالإضافة أن (300000) من ناجي هيروشيما وناغازاكي عادوا إلى كوريا بعد التحرر من الاستعمار الياباني. زُخرِف النصب التذكاري برموز كوريا الوطنية؛ تكريمًا للضحايا الكوريين والناجين من القنبلة الذرية والاستعمار الياباني، نقش عليه: «هذا النصب التذكاري لذكرى ضحايا القنبلة الذرية من الكوريين وأرواح صاحب السمو الأمير (يي وو) وأكثر من (20000) روح أخرى»، بينما نقش على الجهة الأخرى «تصعد الأرواح الميتة إلى الجنة على ظهور السلاحف».

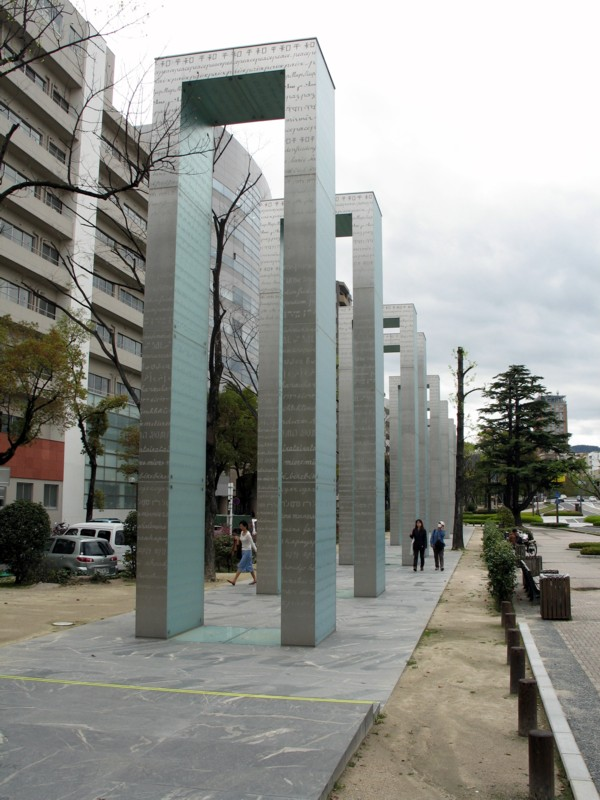
أبواب السَّلام

### أبواب السَّلام
أضيف نصب أبواب السَّلام في عام 2005، وهي عشرة أبواب مغطاة بكلمة (سلام) بـ(49) لغة من جميع أنحاء العالم، ترمز هذه الأبواب إلى الدوائر التسعة للجحيم، ويرمز الباب العاشر إلى: جحيم هيروشيما الحي، الناجم عن القصف الذري. يبلغ ارتفاع كل بوابة تسعة أمتار وعرضها 2.6 مترًا.

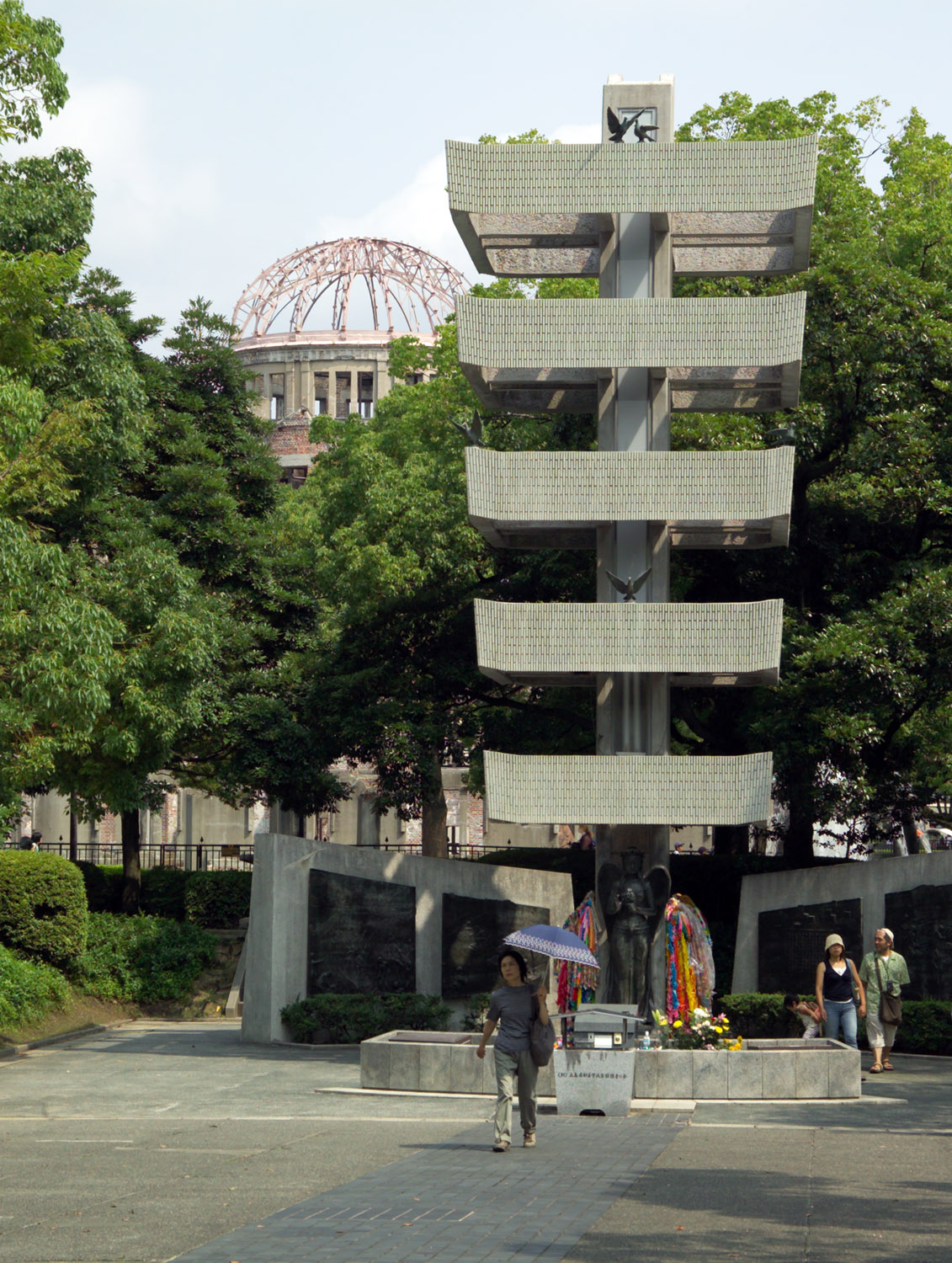
البرج التذكاري للطلاب العاملين

### البرج التذكاري للطلاب العاملين
كان هنالك (8387) طالب عامل، ولقي (6907) مصرعهم في القصف الذري، فقامت جمعية الطلاب العاملين من ضحايا هيروشيما ببناء هذا البرج في شهر مايو لعام 1967؛ لتعزية أرواح أكثر من عشرة آلاف طالب بما فيهم ضحايا القنبلة الذرية الذين لقوا مصرعهم في تفجيرات أثناء حرب المحيط الهادئ. يبلغ طول النصب التذكاري 12 مترًا وخمسة طوابق، وهو مزين بآلهة السَّلام وتماثيل لثمانية حمائم حول البرج، بالإضافة إلى لوحات على جانبي البرج تُصور العمل الذي قام به الطلاب نَحْو أعمال المصانع ومن يعملون على زيادة إنتاج الغذاء والطالبات الذين يخيطن، وهناك لوحة أمام البرج تحتوي على زرين يرويان المعلومات باللغة اليابانية والإنجليزية.

### نصب أخرى
- بركة السَّلام - تطوق النصب التذكاري.
- برج ساعة السَّلام.
- الضريح المقصوف - ضريح معبد جيسينجي سابقًا قبل القصف.
- نافورة السَّلام.
- نصب التذكاري لجسر (آي-أوي - Aioi) القديم.
- أشجار الفينيكس المتعرضة للقصف وتعرف أيضًا باسم المظلات الصينية، تظهر على هذه الأشجارندوبًا عميقة جراء الانفجار. نقلت من فناء مكتب هيروشيما للبريد والاتصالات السلكية واللاسلكية عام 1973.
- نصب شجرة الزيزفون.
- نصب الشَعْر.
- نقطة الصفر (حيث بدأ القصف).
- حِجَارة السَّلام.
- حجر فانوس السَّلام.
- نصب الصداقة.
- بريد السَّلام التذكاري.
- برج السَّلام.
- نافورة الصلاة - بركة نافورة صغيرة.
- نصب الصلاة.
- نصب الصلاة للسَّلام.
- نصب الصلاة (هايكو) للسَّلام.
- نصب تذكاري لضحايا القنبلة الذرية.
- تمثال لأم وطفل وسط العاصفة.
- برج مراقُبّة السَّلام: يشير إلى عدد الأيام منذ حدوث القصف الذري.
- تمثال السَّلام (أوراق جديدة) بكلماتِ الدكتور هيديكي يوكاوا، وتصميم ونحت كاتسوزو إنتسوبا.
- تمثال للأم الرحيمة.
- تمثال للصلاة من أجل السَّلام.
- شخصية آلهة الرحمة للسَّلام (Kannon).
- نصب تذكاري لمدرسة هيروشيما الثانية للقنابل التذكارية.
- نصب تذكاري لمدارس صناعة وبناء السفن التجارية والمحلية في هيروشيما.
- نصب تذكاري لمعلمي وطلبة المدارس الابتدائية الوطنية.
- نصب تذكاري لمدرسة الثانوية للبنات في هيروشيما.
- نصب تذكاري لسانكيتشي توقي (Sankichi Tōge).
- نصب تذكاري لتاميكي هارا (Tamiki Hara).
- نصب أدبي تذكاري لميكيتشي سوزوكي (Miekichi Suzuki).
- نصب تذكاري للدكتور مارسيل جونود (Marcel Junod).
- ساعة احتفالية لمن اختاروا العودة إلى بلدهم جمهورية كوريا الشعبية الديمقراطية (ساعة السَّلام بين اليابان وكوريا).
- نصب شمال منطقة (Tenjin-cho) السابقة.
- نصب جنوب منطقة (Tenjin-cho) السابقة.
- نصب منطقة (Zaimoku-cho) السابقة.
- برج تذكاري لذوي ضحايا القنبلة.تل القنبلة الذرية التذكاري

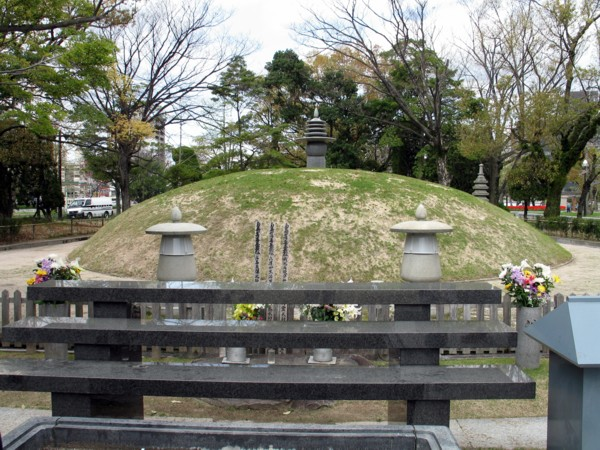
تل القنبلة الذرية التذكاري

- برج تذكاري لمواساة ضحايا القنبلة الذرية.
- نصب تذكاري لضحايا القنبلة من الكوريين.
- نصب تذكاري لفيلق الجيش التطوعي.
- نصب الاتحاد العمالي للتأمين على الحياة في اليابان (Zensonpo).
- نصب تذكاري لِمن مات من مكتب تشوغوكو شيكوكو (Chūgoku-Shikoku) للأعمال العامة.
- نصب تذكاري لمؤسسة مراقُبّة الأخشاب في هيروشيما.
- نصب تذكاري لعمال البناء والحِرفيين.
- نصب تذكاري لموظفي مكتب بريد هيروشيما.
- نصب تذكاري لشركة هيروشيما للغاز.
- نصب تذكاري لموظفي شركة مراقُبّة الفحم.
- نصب تذكاري لضحايا القنبلة من جمعية هيروشيما الزراعية.
- نصب تذكاري للسيد (نورمان كوزينز).
- نصب أسرى الحرب الأمريكيين (US POWS).

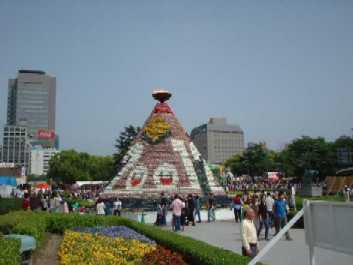
مهرجان هيروشيما للزهور

## مهرجانات

### مهرجان هيروشيما للزهور
يقام مهرجان هيروشيما للزهور من ثلاثة إلى خمسة من شهر مايو خلال الأسبوع الذهبي الياباني في حديقة وشارع السَّلام. 

### مهرجان هيروشيما للأحلام المضيئة
يقام مهرجان الأحلام المضيئة في فصل الشتاء. 

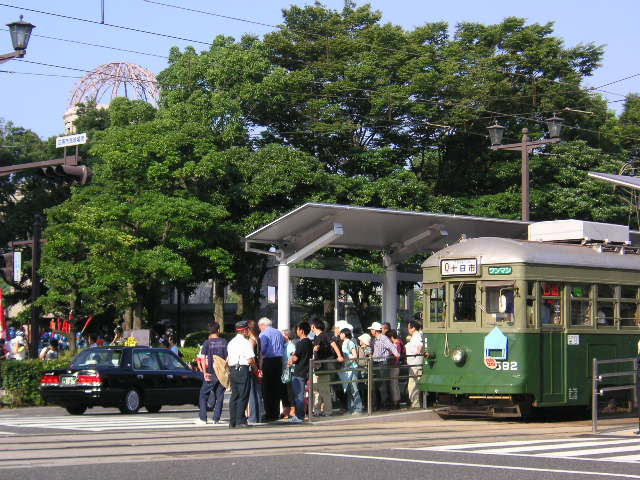
محطة قُبّة القنبلة الذرية (خط هيرودن الرئيسي)

## للوصولِ إلى الحديقة، عليك النزول في إحدى المحطات التالية
- موقف الحافلات لحديقة السَّلام التذكارية في هيروشيما
- محطة قُبّة القنبلة الذرية في هيروشيما.
- محطة (تشون ماي) في هيروشيما.
- محطة هوندوري، خط أسترام.

## للاستزادة
- قُبّة القنبلة الذرية أو قُبّة السَّلام في هيروشيما.
- متحف هيروشيما التذكاري للسَّلام.
- القصف الذري لهيروشيما والناجي (ناقاساكي).
- الفتاة (ساداكو ساساكي).
- نصب السَّلام للأطفال.
- قاعة السَّلام الوطنية التذكارية لضحايا القنبلة.
- حفل ذكرى هيروشيما للسَّلام.
- شهود عيان هيروشيما.
- حديقة ناقاساكي للسَّلام.
- نورمان كوزينز.
- مارسيل جونو.
- شارع السَّلام.
- متحف السَّلام لمدرسة (هونكاوا) الابتدائية.
- متحف السَّلام لمدرسة (فوكوروماتشي) الابتدائية.